# Bogdan Rzońca
Bogdan Józef Rzońca (ur. 1 lutego 1961 w Zarzeczu) – polski polityk, nauczyciel i samorządowiec, wojewoda krośnieński (1997–1998), marszałek województwa podkarpackiego I kadencji, poseł na Sejm VII i VIII kadencji, poseł do Parlamentu Europejskiego IX i X kadencji.

## Życiorys
W 1985 ukończył studia z zakresu nauk społecznych w Państwowej Wyższej Szkole Pedagogicznej w Krakowie. Odbył następnie studia podyplomowe z historii oraz z zarządzania. W 2011 na Wydziale Zarządzania i Komunikacji Społecznej Uniwersytetu Jagiellońskiego uzyskał stopień doktora nauk ekonomicznych na podstawie pracy pt. Projakościowa restrukturyzacja zarządzania urzędem marszałkowskim. Pracował jako nauczyciel, był także dyrektorem Zespołu Szkół Ekonomicznych w Jaśle.
W latach 1997–1998 pełnił funkcję wojewody krośnieńskiego. Należał w tym czasie do Zjednoczenia Chrześcijańsko-Narodowego. W latach 1998–2002 sprawował (z ramienia Akcji Wyborczej Solidarność) mandat radnego sejmiku podkarpackiego, będąc jednocześnie marszałkiem województwa I kadencji. W wyborach parlamentarnych w 2001 bez powodzenia kandydował do Senatu z ramienia Bloku Senat 2001 (zajął 6. miejsce spośród 10 kandydatów w okręgu krośnieńskim). W 2002 bez powodzenia ubiegał się o urząd burmistrza Jasła.
W wyborach samorządowych w 2006 ponownie został wybrany do sejmiku z listy Prawa i Sprawiedliwości. W nowo powołanym zarządzie objął stanowisko wicemarszałka. W wyborach w 2010 uzyskał reelekcję do sejmiku. W wyborach do Sejmu w 2011 kandydował w okręgu wyborczym nr 22 (Krosno) z listy PiS. Zdobył mandat poselski, otrzymując 15 623 głosy. W 2015 z powodzeniem ubiegał się o poselską reelekcję (dostał 28 356 głosów).
W wyborach w 2019 uzyskał mandat do Parlamentu Europejskiego, kandydując z okręgu podkarpackiego i otrzymując 64 113 głosów. W 2024 z powodzeniem ubiegał się o reelekcję z wynikiem 46 096 głosów. W X kadencji PE objął funkcję przewodniczącego Komisji Petycji.

## Wyniki w wyborach ogólnopolskich
| Wybory | Komitet wyborczy                 | Komitet wyborczy       | Organ             | Okręg          | Wynik           |
| ------ | -------------------------------- | ---------------------- | ----------------- | -------------- | --------------- |
| 2001   |                                  | Blok Senat 2001        | Senat V kadencji  | nr 21          | 43 137 (14,15%) |
| 2011   |                                  | Prawo i Sprawiedliwość | Sejm VII kadencji | nr 22          | 15 623 (5,24%)  |
| 2015   | Sejm VIII kadencji               | Prawo i Sprawiedliwość | 28 356 (8,68%)    | nr 22          |                 |
| 2019   | Parlament Europejski IX kadencji | Prawo i Sprawiedliwość | nr 9              | 64 113 (8,59%) |                 |
| 2024   | Parlament Europejski X kadencji  | Prawo i Sprawiedliwość | nr 9              | 46 096 (7,29%) |                 |

## Odznaczenia i wyróżnienia
W 2009 został odznaczony przez prezydenta Lecha Kaczyńskiego Krzyżem Kawalerskim Orderu Odrodzenia Polski. W 2010 otrzymał honorowe obywatelstwo gminy Jasło.